# Ян Вертонген
Ян Берт Ліве Вертонген (англ. Jan Bert Lieve Vertonghen; нар. 24 квітня 1987, Сінт-Ніклас, Бельгія) — бельгійський футболіст. захисник бельгійського «Андерлехта» та збірної Бельгії, у складі якої є рекордсменом за кількістю офіційних матчів (157).

## Клубна кар'єра
Народився 24 квітня 1987 року в місті Сінт-Нілаас. Вихованець юнацьких команд футбольних клубів ВК Тільроде і «Жерміналь-Беєрсхот». 2003 року був запрошений до академії амстердамського «Аякса».

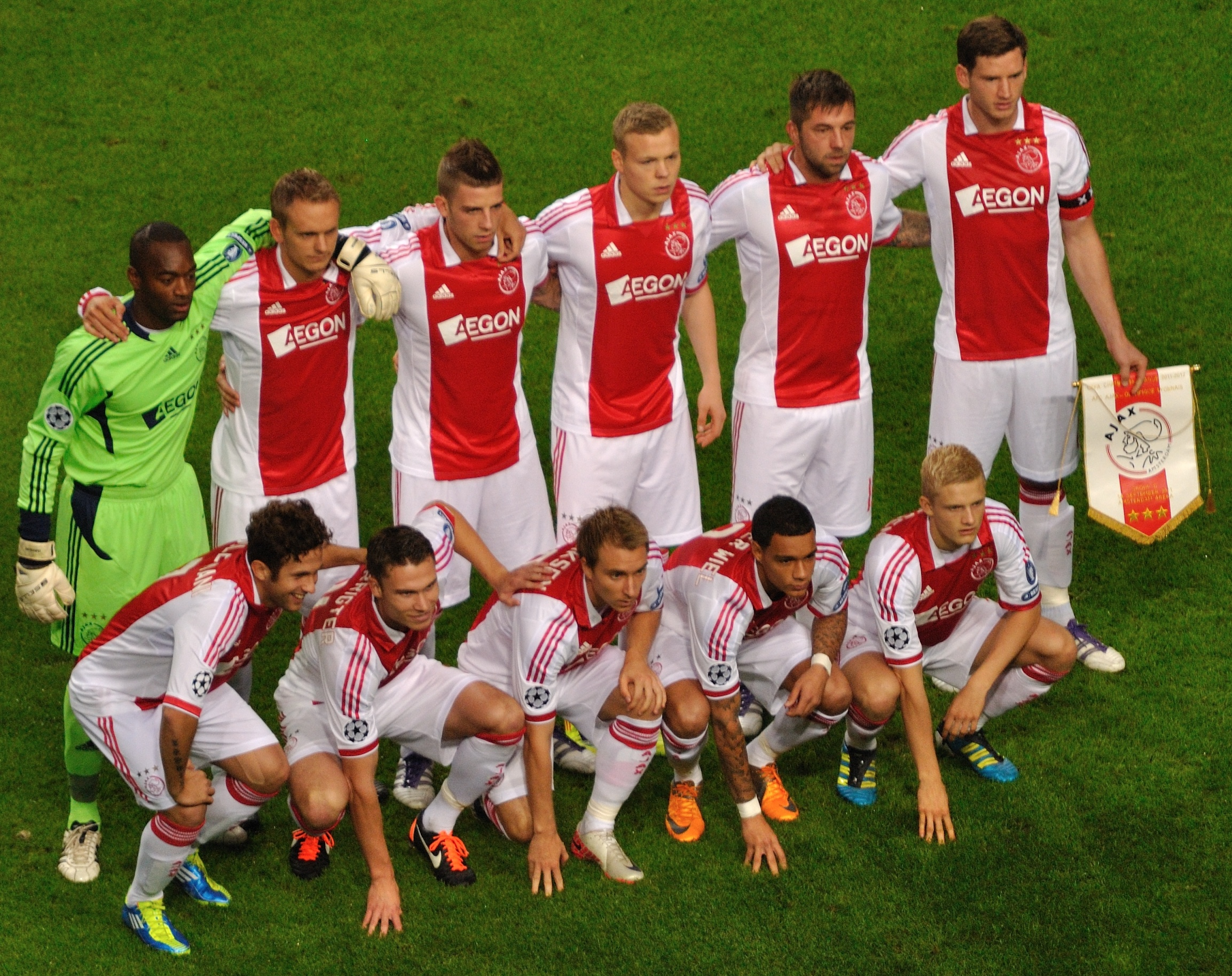
Вертонген (стоїть крайній праворуч) з капітанською пов'язкою «Аякса»

На початку сезону 2006/07 дебютував за основну команду «Аякса» у матчах національного чемпіонату та єврокубках. Другу половину сезону провів в оренді у скромнішому «Валвейку», де отримав перший досвід регулярних виступів на дорослому рівні.
Повернувшись влітку 2007 року з оренди до «Аякса», 20-річний захисник став гравцем основного складу амстердамської команди, кольори якої захищав протягом наступних п'яти сезонів. За цей час двічі ставав чемпіоном Нідерландів, виборював титул володаря Кубка країни. В сезоні 2011/12, своєму останньому в «Аяксі», був капітаном команди, забив 10 голів у 42 матчах в різних змаганнях та був названий Футболістом сезону в Нідерландах.
Успішний сезон в «Аяксі» привернув до бельгійця увагу провідних англійських клубів, і 12 липня 2012 року про придбання Вертогена за 12 мільйонів євро оголосив лондонський «Тоттенгем Готспур». В Англії новачок відразу став гравцем основного складу команди. Здебільшого використовувався у центрі захисту, де грав у парі з аргентинцем Федеріко Фасіо.
27 лютого 2014 року у матчі 1/16 Ліги Європи УЄФА проти дніпропетровського «Дніпра» після контакту з Романом Зозулею впав, натякаючи на грубе порушення з боку українця. Як показав повтор, Роман лише відступив після поштовху бельгійця, однак арбітр матчу, француз Антоні Готьє, показав Зозулі червону картку.
У грудні 2016 року уклав новий контракт з лондонським клубом, розрахований до 2019 року. Наприкінці сезону 2016/17 провів свій двухсотий матч за лондонців в усіх турнірах.
Під час матчу з «Ліверпулем» завдав пошкодження ока Роберто Фірміно, яке, утім, виявилося не дуже серйозним.
З 2020 виступає у складі португальської «Бенфіки»

## Виступи за збірні
2002 року дебютував у складі юнацької збірної Бельгії, взяв участь у 6 іграх на юнацькому рівні, відзначившись одним забитим голом.
Протягом 2006–2009 років залучався до складу молодіжної збірної Бельгії. На молодіжному рівні зіграв у 23 офіційних матчах.
2007 року дебютував в офіційних матчах у складі національної збірної Бельгії. Відразу після дебюту 20-річний захисник став стабільним гравцем основного складу національної команди.
На чемпіонаті світу 2014 був основним захисником в усіх матчах турніру і допоміг «червоним дияволам» впевнено подолати груповий етап, пропустивши по його ходу лише один гол у трьох матчах. При цьому в останній грі у групі був капітаном і став автором єдиного гола у зустрічі, принісши мінімальну перемогу над збірною Південної Кореї. Після перемоги з рахунком 2:1 над збірною США на стадії 1/8 фіналу захист бельгійців пропустив лише один гол у чвертьфіналі проти Аргентини, якого, утім, південноамериканцям вистачило аби пройти до півфіналів.
За два роки, на Євро-2016 знову був основним захисником бельгійців, які за його участю пройшли груповий етап, а в матчі 1/8 фіналу здолали угорців з рахунком 4:0. Проте травмувався перед чвертьфінальною грою проти збірної Уельсу і був змушений її пропустити. Оскільки цю ж гру через перебір жовтих карток пропускав й інший основний захисник команди Томас Вермален, захист бельгійців мав напіврезервний склад і вони, пропустивши три голи, програли 1:3 і завершили боротьбу за титул континентальних чемпіонів.
2017 року, провівши 97-й офіційний матч за національну команду, перевершив рекорд кількості матчів за збірну Бельгії, встановлений Яном Кулемансом у 1990 році. 2 червня 2018 року, вийшовши на поле у товариській грі проти Португалії, став першим бельгійцем, що подолав рубіж у 100 матчів за свою національну команду.
У складі збірної був основним захисником і на чемпіонаті світу 2018 року.

## Статистика виступів

### Статистика клубних виступів
Станом на 27 червня 2018 року
| Сезон                         | Команда                       | Чемпіонат                     | Чемпіонат | Чемпіонат | Національний кубок | Національний кубок | Національний кубок | Континентальні кубки | Континентальні кубки | Континентальні кубки | Інші змагання | Інші змагання | Інші змагання | Усього | Усього |
| Сезон                         | Команда                       | Ліга                          | Ігор      | Голів     | Ліга               | Ігор               | Голів              | Ліга                 | Ігор                 | Голів                | Ліга          | Ігор          | Голів         | Ігор   | Голів  |
| ----------------------------- | ----------------------------- | ----------------------------- | --------- | --------- | ------------------ | ------------------ | ------------------ | -------------------- | -------------------- | -------------------- | ------------- | ------------- | ------------- | ------ | ------ |
| 2006-січ. 2007                | «Аякс»                        | ЕД                            | 3         | 0         | КН                 | 0                  | 0                  | ЛЧ+КУЄФА             | 1+2                  | 0                    | СН            | 0             | 0             | 6      | 0      |
| січ.-черв. 2007               | «Ваалвейк»                    | ЕД                            | 12        | 3         | КН                 | 1                  | 0                  | -                    | -                    | -                    | -             | -             | -             | 13     | 3      |
| 2007–08                       | «Аякс»                        | ЕД                            | 31+2      | 2         | КН                 | 2                  | 0                  | ЛЧ+КУЄФА             | 1+0                  | 0                    | СН            | 1             | 0             | 37     | 2      |
| 2008–09                       | «Аякс»                        | ЕД                            | 26        | 4         | КН                 | 2                  | 0                  | КУЄФА                | 7                    | 1                    | -             | -             | -             | 35     | 5      |
| 2009–10                       | «Аякс»                        | ЕД                            | 32        | 3         | КН                 | 7                  | 0                  | ЛЄ                   | 10                   | 0                    | -             | -             | -             | 49     | 3      |
| 2010–11                       | «Аякс»                        | ЕД                            | 32        | 6         | КН                 | 6                  | 1                  | ЛЧ+ЛЄ                | 9+4                  | 1+0                  | СН            | 0             | 0             | 51     | 8      |
| 2011–12                       | «Аякс»                        | ЕД                            | 31        | 8         | КН                 | 3                  | 2                  | ЛЧ+ЛЄ                | 6+2                  | 0                    | СН            | 0             | 0             | 42     | 10     |
| Усього за «Аякс»              | Усього за «Аякс»              | Усього за «Аякс»              | 155+2     | 23        |                    | 20                 | 3                  |                      | 42                   | 2                    |               | 1             | 0             | 220    | 28     |
| 2012–13                       | «Тоттенгем Готспур»           | ПЛ                            | 34        | 4         | КА+КЛ              | 1+2                | 0+1                | ЛЄ                   | 12                   | 1                    | -             | -             | -             | 49     | 6      |
| 2013–14                       | «Тоттенгем Готспур»           | ПЛ                            | 23        | 0         | КА+КЛ              | 0+2                | 0                  | ЛЄ                   | 8                    | 1                    | -             | -             | -             | 33     | 1      |
| 2014–15                       | «Тоттенгем Готспур»           | ПЛ                            | 32        | 1         | КА+КЛ              | 2+6                | 0                  | ЛЄ                   | 7                    | 0                    | -             | -             | -             | 47     | 1      |
| 2015–16                       | «Тоттенгем Готспур»           | ПЛ                            | 29        | 0         | КА+КЛ              | 0                  | 0                  | ЛЄ                   | 4                    | 0                    | -             | -             | -             | 33     | 0      |
| 2016–17                       | «Тоттенгем Готспур»           | ПЛ                            | 33        | 0         | КА+КЛ              | 3+0                | 0                  | ЛЧ+ЛЄ                | 5+1                  | 0                    | -             | -             | -             | 42     | 0      |
| 2017–18                       | «Тоттенгем Готспур»           | ПЛ                            | 37        | 1         | КА+КЛ              | 0+1                | 0                  | ЛЧ                   | 4                    | 0                    | -             | -             | -             | 42     | 1      |
| Усього за «Тоттенгем Готспур» | Усього за «Тоттенгем Готспур» | Усього за «Тоттенгем Готспур» | 188       | 6         |                    | 17                 | 1                  |                      | 41                   | 2                    |               | -             | -             | 249    | 9      |
| Усього за кар'єру             | Усього за кар'єру             | Усього за кар'єру             | 357       | 32        |                    | 38                 | 4                  |                      | 83                   | 4                    |               | 1             | 0             | 480    | 40     |

### Статистика виступів за збірну
Станом на 27 червня 2018 року
| Дата       | Місто               | Господарі            | Результат  | Гості                | Турнір                | Голи | Примітки |
| ---------- | ------------------- | -------------------- | ---------- | -------------------- | --------------------- | ---- | -------- |
| 2-6-2007   | Брюссель            | Бельгія              | 1 – 2      | Португалія           | Відбір до ЧЄ 2008     | -    |          |
| 6-6-2007   | Гельсінкі           | Фінляндія            | 2 – 0      | Бельгія              | Відбір до ЧЄ 2008     | -    |          |
| 12-9-2007  | Алмати              | Казахстан            | 2 – 2      | Бельгія              | Відбір до ЧЄ 2008     | -    | 63'      |
| 17-10-2007 | Брюссель            | Бельгія              | 3 – 0      | Вірменія             | Відбір до ЧЄ 2008     | -    | 83'      |
| 17-11-2007 | Катовиці            | Польща               | 2 – 0      | Бельгія              | Відбір до ЧЄ 2008     | -    |          |
| 21-11-2007 | Баку                | Азербайджан          | 0 – 1      | Бельгія              | Відбір до ЧЄ 2008     | -    |          |
| 26-3-2008  | Брюссель            | Бельгія              | 1 – 4      | Марокко              | товариський матч      | -    |          |
| 30-5-2008  | Флоренція           | Італія               | 3 – 1      | Бельгія              | товариський матч      | -    |          |
| 6-9-2008   | Льєж                | Бельгія              | 3 – 2      | Естонія              | Відбір до ЧС 2010     | -    |          |
| 10-9-2008  | Стамбул             | Туреччина            | 1 – 1      | Бельгія              | Відбір до ЧС 2010     | -    |          |
| 11-10-2008 | Брюссель            | Бельгія              | 2 – 0      | Вірменія             | Відбір до ЧС 2010     | -    |          |
| 15-10-2008 | Брюссель            | Бельгія              | 1 – 2      | Іспанія              | Відбір до ЧС 2010     | -    | 82'      |
| 19-11-2008 | Люксембург          | Люксембург           | 1 – 1      | Бельгія              | товариський матч      | -    | 46'      |
| 11-2-2009  | Генк                | Бельгія              | 2 – 0      | Словенія             | товариський матч      | -    | 86'      |
| 12-8-2009  | Тепліце             | Чехія                | 3 – 1      | Бельгія              | товариський матч      | 1    | 42' 85'  |
| 5-9-2009   | Ла-Корунья          | Іспанія              | 5 – 0      | Бельгія              | Відбір до ЧС 2010     | -    | 29'      |
| 10-10-2009 | Брюссель            | Бельгія              | 2 – 0      | Туреччина            | Відбір до ЧС 2010     | -    |          |
| 14-10-2009 | Таллінн             | Естонія              | 2 – 0      | Бельгія              | Відбір до ЧС 2010     | -    |          |
| 14-11-2009 | Гент                | Бельгія              | 3 – 0      | Угорщина             | товариський матч      | -    |          |
| 17-11-2009 | Седан (місто)       | Катар                | 0 – 2      | Бельгія              | товариський матч      | -    |          |
| 3-3-2010   | Брюссель            | Бельгія              | 0 – 1      | Хорватія             | товариський матч      | -    | 67'      |
| 19-5-2010  | Брюссель            | Бельгія              | 2 – 1      | Болгарія             | товариський матч      | -    | 46'      |
| 11-8-2010  | Турку               | Фінляндія            | 1 – 0      | Бельгія              | товариський матч      | -    |          |
| 3-9-2010   | Брюссель            | Бельгія              | 0 – 1      | Німеччина            | Відбір до ЧЄ 2012     | -    |          |
| 7-9-2010   | Стамбул             | Туреччина            | 3 – 2      | Бельгія              | Відбір до ЧЄ 2012     | -    |          |
| 12-10-2010 | Брюссель            | Бельгія              | 4 – 4      | Австрія              | Відбір до ЧЄ 2012     | -    |          |
| 17-11-2010 | Воронеж             | Росія                | 0 – 2      | Бельгія              | товариський матч      | -    |          |
| 9-2-2011   | Гент                | Бельгія              | 1 – 1      | Фінляндія            | товариський матч      | -    |          |
| 25-3-2011  | Відень              | Австрія              | 0 – 2      | Бельгія              | Відбір до ЧЄ 2012     | -    |          |
| 29-3-2011  | Брюссель            | Бельгія              | 4 – 1      | Азербайджан          | Відбір до ЧЄ 2012     | 1    |          |
| 3-6-2011   | Брюссель            | Бельгія              | 1 – 1      | Туреччина            | Відбір до ЧЄ 2012     | -    | 46'      |
| 2-9-2011   | Баку                | Азербайджан          | 1 – 1      | Бельгія              | Відбір до ЧЄ 2012     | -    |          |
| 7-10-2011  | Брюссель            | Бельгія              | 4 – 1      | Казахстан            | Відбір до ЧЄ 2012     | -    |          |
| 11-10-2011 | Дюссельдорф         | Німеччина            | 3 – 1      | Бельгія              | Відбір до ЧЄ 2012     | -    |          |
| 11-11-2011 | Льєж                | Бельгія              | 2 – 1      | Румунія              | товариський матч      | -    |          |
| 29-2-2012  | Іракліон            | Греція               | 1 – 1      | Бельгія              | товариський матч      | -    | 64'      |
| 25-5-2012  | Брюссель            | Бельгія              | 2 – 2      | Чорногорія           | товариський матч      | -    | кап.     |
| 2-6-2012   | Лондон              | Англія               | 1 – 0      | Бельгія              | товариський матч      | -    |          |
| 15-8-2012  | Брюссель            | Бельгія              | 4 – 2      | Нідерланди           | товариський матч      | 1    |          |
| 7-9-2012   | Кардіфф             | Уельс                | 0 – 2      | Бельгія              | Відбір до ЧС 2014     | 1    | 89'      |
| 11-9-2012  | Брюссель            | Бельгія              | 1 – 1      | Хорватія             | Відбір до ЧС 2014     | -    |          |
| 12-10-2012 | Белград             | Сербія               | 0 – 3      | Бельгія              | Відбір до ЧС 2014     | -    |          |
| 16-10-2012 | Брюссель            | Бельгія              | 2 – 0      | Шотландія            | Відбір до ЧС 2014     | -    |          |
| 14-11-2012 | Бухарест            | Румунія              | 2 – 1      | Бельгія              | товариський матч      | -    |          |
| 6-2-2013   | Брюгге              | Бельгія              | 2 – 1      | Словаччина           | товариський матч      | -    |          |
| 22-3-2013  | Скоп'є              | Північна Македонія   | 0 – 2      | Бельгія              | Відбір до ЧС 2014     | -    |          |
| 26-3-2013  | Брюссель            | Бельгія              | 1 – 0      | Північна Македонія   | Відбір до ЧС 2014     | -    |          |
| 29-5-2013  | Клівленд            | США                  | 2 – 4      | Бельгія              | товариський матч      | -    |          |
| 7-6-2013   | Брюссель            | Бельгія              | 2 – 1      | Сербія               | Відбір до ЧС 2014     | -    |          |
| 6-9-2013   | Глазго              | Шотландія            | 0 – 2      | Бельгія              | Відбір до ЧС 2014     | -    |          |
| 11-10-2013 | Загреб              | Хорватія             | 1 – 2      | Бельгія              | Відбір до ЧС 2014     | -    | кап.     |
| 15-10-2013 | Брюссель            | Бельгія              | 1 – 1      | Уельс                | Відбір до ЧС 2014     | -    | 72'      |
| 14-11-2013 | Брюссель            | Бельгія              | 0 – 2      | Колумбія             | товариський матч      | -    | кап.     |
| 19-11-2013 | Брюссель            | Бельгія              | 2 – 3      | Японія               | товариський матч      | -    |          |
| 5-3-2014   | Брюссель            | Бельгія              | 2 – 2      | Кот-д'Івуар          | товариський матч      | -    | 82'      |
| 26-5-2014  | Генк                | Бельгія              | 5 – 1      | Люксембург           | товариський матч      | -    | 77'      |
| 7-6-2014   | Брюссель            | Бельгія              | 1 – 0      | Туніс                | товариський матч      | -    | 45'      |
| 17-6-2014  | Белу-Оризонті       | Бельгія              | 2 – 1      | Алжир                | ЧС 2014 - 1-й етап    | -    | 24'      |
| 22-6-2014  | Ріо-де-Жанейро      | Бельгія              | 1 – 0      | Росія                | ЧС 2014 - 1-й етап    | -    | 32'      |
| 26-6-2014  | Сан-Паулу           | Південна Корея       | 0 – 1      | Бельгія              | ЧС 2014 - 1-й етап    | 1    | кап.     |
| 1-7-2014   | Салвадор (Бразилія) | Бельгія              | 2 – 1 д.ч. | США                  | ЧС 2014 - 1/8 фіналу  | -    |          |
| 5-7-2014   | Бразиліа            | Аргентина            | 1 – 0      | Бельгія              | ЧС 2014 - чвертьфінал | -    |          |
| 4-9-2014   | Льєж                | Бельгія              | 2 – 0      | Австралія            | товариський матч      | -    | 89'      |
| 10-10-2014 | Брюссель            | Бельгія              | 6 – 0      | Андорра              | Відбір до ЧЄ 2016     | -    |          |
| 13-10-2014 | Зениця              | Боснія і Герцеговина | 1 – 1      | Бельгія              | Відбір до ЧЄ 2016     | -    |          |
| 12-11-2014 | Брюссель            | Бельгія              | 3 – 1      | Ісландія             | товариський матч      | -    | кап.     |
| 16-11-2014 | Брюссель            | Бельгія              | 0 – 0      | Уельс                | Відбір до ЧЄ 2016     | -    |          |
| 28-3-2015  | Брюссель            | Бельгія              | 5 – 0      | Кіпр                 | Відбір до ЧЄ 2016     | -    |          |
| 31-3-2015  | Єрусалим            | Ізраїль              | 0 – 1      | Бельгія              | Відбір до ЧЄ 2016     | -    |          |
| 7-6-2015   | Сен-Дені            | Франція              | 3 – 4      | Бельгія              | товариський матч      | -    |          |
| 12-6-2015  | Кардіфф             | Уельс                | 1 – 0      | Бельгія              | Відбір до ЧЄ 2016     | -    |          |
| 3-9-2015   | Брюссель            | Бельгія              | 3 – 1      | Боснія і Герцеговина | Відбір до ЧЄ 2016     | -    |          |
| 6-9-2015   | Нікосія             | Кіпр                 | 0 – 1      | Бельгія              | Відбір до ЧЄ 2016     | -    |          |
| 10-10-2015 | Андорра-ла-Велья    | Андорра              | 1 – 4      | Бельгія              | Відбір до ЧЄ 2016     | -    | 50'      |
| 13-10-2015 | Брюссель            | Бельгія              | 3 – 1      | Ізраїль              | Відбір до ЧЄ 2016     | -    | 45+2'    |
| 13-11-2015 | Брюссель            | Бельгія              | 3 – 1      | Італія               | товариський матч      | 1    | 25'      |
| 28-5-2016  | Лансі               | Швейцарія            | 1 – 2      | Бельгія              | товариський матч      | -    |          |
| 1-6-2016   | Брюссель            | Бельгія              | 1 – 1      | Фінляндія            | товариський матч      | -    |          |
| 5-6-2016   | Брюссель            | Бельгія              | 3 – 2      | Норвегія             | товариський матч      | -    |          |
| 13-6-2016  | Ліон                | Бельгія              | 0 – 2      | Італія               | ЧЄ 2016 - 1-й етап    | -    | 90+1'    |
| 18-6-2016  | Бордо               | Бельгія              | 3 – 0      | Ірландія             | ЧЄ 2016 - 1-й етап    | -    |          |
| 22-6-2016  | Ніцца               | Швеція               | 0 – 1      | Бельгія              | ЧЄ 2016 - 1-й етап    | -    |          |
| 26-6-2016  | Тулуза              | Угорщина             | 0 – 4      | Бельгія              | ЧЄ 2016 - 1/8 фіналу  | -    |          |
| 1-9-2016   | Брюссель            | Бельгія              | 0 – 2      | Іспанія              | товариський матч      | -    |          |
| 6-9-2016   | Нікосія             | Кіпр                 | 0 – 3      | Бельгія              | Відбір до ЧС 2018     | -    |          |
| 7-10-2016  | Брюссель            | Бельгія              | 4 – 0      | Боснія і Герцеговина | Відбір до ЧС 2018     | -    |          |
| 10-10-2016 | Фару                | Гібралтар            | 0 – 6      | Бельгія              | Відбір до ЧС 2018     | 1    |          |
| 9-11-2016  | Амстердам           | Нідерланди           | 1 – 1      | Бельгія              | товариський матч      | -    | 37'      |
| 13-11-2016 | Брюссель            | Бельгія              | 8 – 1      | Естонія              | Відбір до ЧС 2018     | -    |          |
| 25-3-2017  | Брюссель            | Бельгія              | 1 – 1      | Греція               | Відбір до ЧС 2018     | -    | кап.     |
| 28-3-2017  | Сочі                | Росія                | 3 – 3      | Бельгія              | товариський матч      | -    | кап.     |
| 5-6-2017   | Брюссель            | Бельгія              | 2 – 1      | Чехія                | товариський матч      | -    |          |
| 9-6-2017   | Таллінн             | Естонія              | 0 – 2      | Бельгія              | Відбір до ЧС 2018     | -    |          |
| 31-8-2017  | Льєж                | Бельгія              | 9 – 0      | Гібралтар            | Відбір до ЧС 2018     | -    |          |
| 3-9-2017   | Пірей               | Греція               | 1 – 2      | Бельгія              | Відбір до ЧС 2018     | 1    | кап.     |
| 7-10-2017  | Сараєво             | Боснія і Герцеговина | 3 – 4      | Бельгія              | Відбір до ЧС 2018     | 1    |          |
| 10-10-2017 | Брюссель            | Бельгія              | 4 – 0      | Кіпр                 | Відбір до ЧС 2018     | -    | кап.     |
| 14-11-2017 | Брюгге              | Бельгія              | 1 – 0      | Японія               | товариський матч      | -    | кап.     |
| 27-3-2018  | Брюссель            | Бельгія              | 4 – 0      | Саудівська Аравія    | товариський матч      | -    |          |
| 2-6-2018   | Брюссель            | Бельгія              | 0 – 0      | Португалія           | товариський матч      | -    |          |
| 6-6-2018   | Брюссель            | Бельгія              | 3 – 0      | Єгипет               | товариський матч      | -    | 81'      |
| 11-6-2018  | Брюссель            | Бельгія              | 4 – 1      | Коста-Рика           | товариський матч      | -    |          |
| 18-6-2018  | Сочі                | Бельгія              | 3 – 0      | Панама               | ЧС 2018 - 1-й етап    | -    | 59'      |
| 23-6-2018  | Москва              | Бельгія              | 5 – 2      | Туніс                | ЧС 2018 - 1-й етап    | -    |          |
| Усього     |                     | Матчів (1 місце)     | 104        |                      | Голів                 | 8    |          |

## Титули і досягнення
- Чемпіон Нідерландів (2):

«Аякс»: 2010-11, 2011-12
- Володар Кубка Нідерландів (2):

«Аякс»: 2006-07, 2009-10
- Бронзовий призер чемпіонату світу: 2018